# Скандрилья
Скандрилья (італ. Scandriglia) — муніципалітет в Італії, у регіоні Лаціо,  провінція Рієті.
Скандрилья розташована на відстані близько 45 км на північний схід від Рима, 26 км на південь від Рієті.
Населення — 3031 особа (2014).
Щорічний фестиваль відбувається 4 грудня. Покровитель — Santa Barbara.

## Демографія
Населення за роками:

Станом на 1 січня 2023 року в муніципалітеті офіційно проживав 491 іноземець з 52 країн, серед них 200 громадян країн Євросоюзу та 5 громадян України.

## Сусідні муніципалітети
- Ліченца
- Монтефлавіо
- Монторіо-Романо
- Нерола
- Орвініо
- Перчиле
- Поджо-Мояно
- Поджо-Натіво
- Поццалья-Сабіна